# Hinterbrühler See

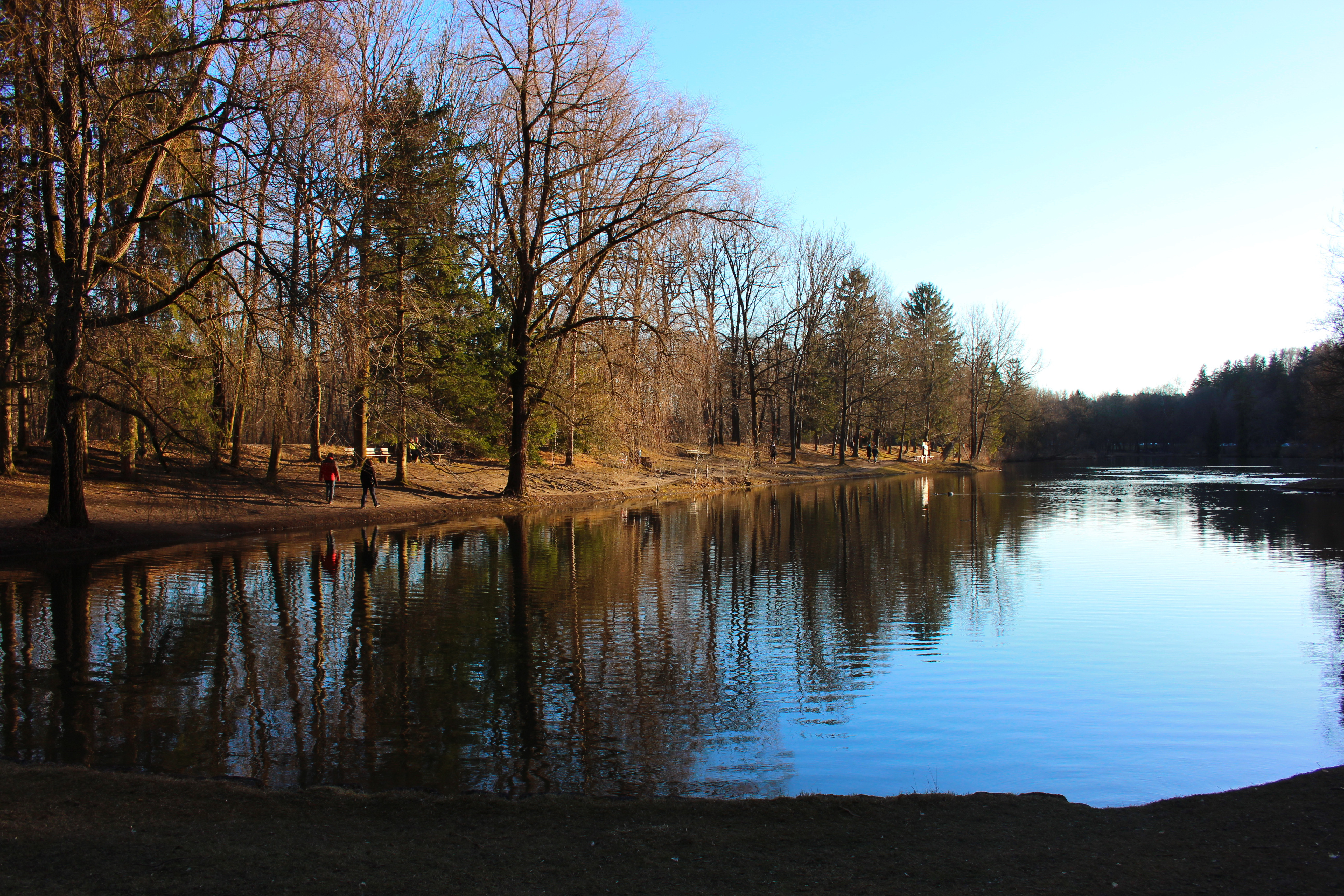
Hinterbrühler See

Der Hinterbrühler See ist ein kleines Gewässer im Münchner Stadtteil Thalkirchen. 

## Lage
Der See liegt im Thalkirchener Ortsteil Hinterbrühl in dem Winkel zwischen dem Isar-Werkkanal und dem Ländkanal kurz hinter dessen Abzweig vom Werkkanal. Am Nordende des Sees steht das Schleusenwärterhaus Hinterbrühl, am Südende die Statue „Der Isarflößer“. Auf der gegenüberliegenden Seite des Ländkanals befindet sich der Gasthof Hinterbrühl. 

## Geschichte
Der See wurde Anfang des 20. Jahrhunderts im Rahmen des Baus des Ländkanals und der Verlängerung des Isar-Werkkanals angelegt. Während der Bauarbeiten wurde ein Altwasser der Isar vom Hauptfluss getrennt und im Südteil teilweise zugeschüttet. Zusätzlich wurde der nun entstandene See durch Kiesausbaggerungen für die Dämme des Kanals vergrößert.

## Beschreibung
Das Gewässer wird über ein kleines Betonrohr mit Wasser aus dem Isar-Werkkanal gespeist und hat wahrscheinlich auch Anschluss an das Grundwasser. Im Norden und Westen befinden sich zwei Abflüsse in den Ländkanal. Im See gibt es eine kleine Insel, die über einen Holzsteg erschlossen ist.
Der Hinterbrühler See wird ganzjährig als beliebtes Ausflugsziel aufgesucht, im Sommer zum Rudern, im Winter (bei geschlossener Eisdecke) zum Eisstockschießen. Der Hinterbrühler See ist, zusammen mit den anschließenden Grünfläche, Bestandteil des Landschaftsschutzgebiets Isarauen (LSG-00120.09).

## Bilder

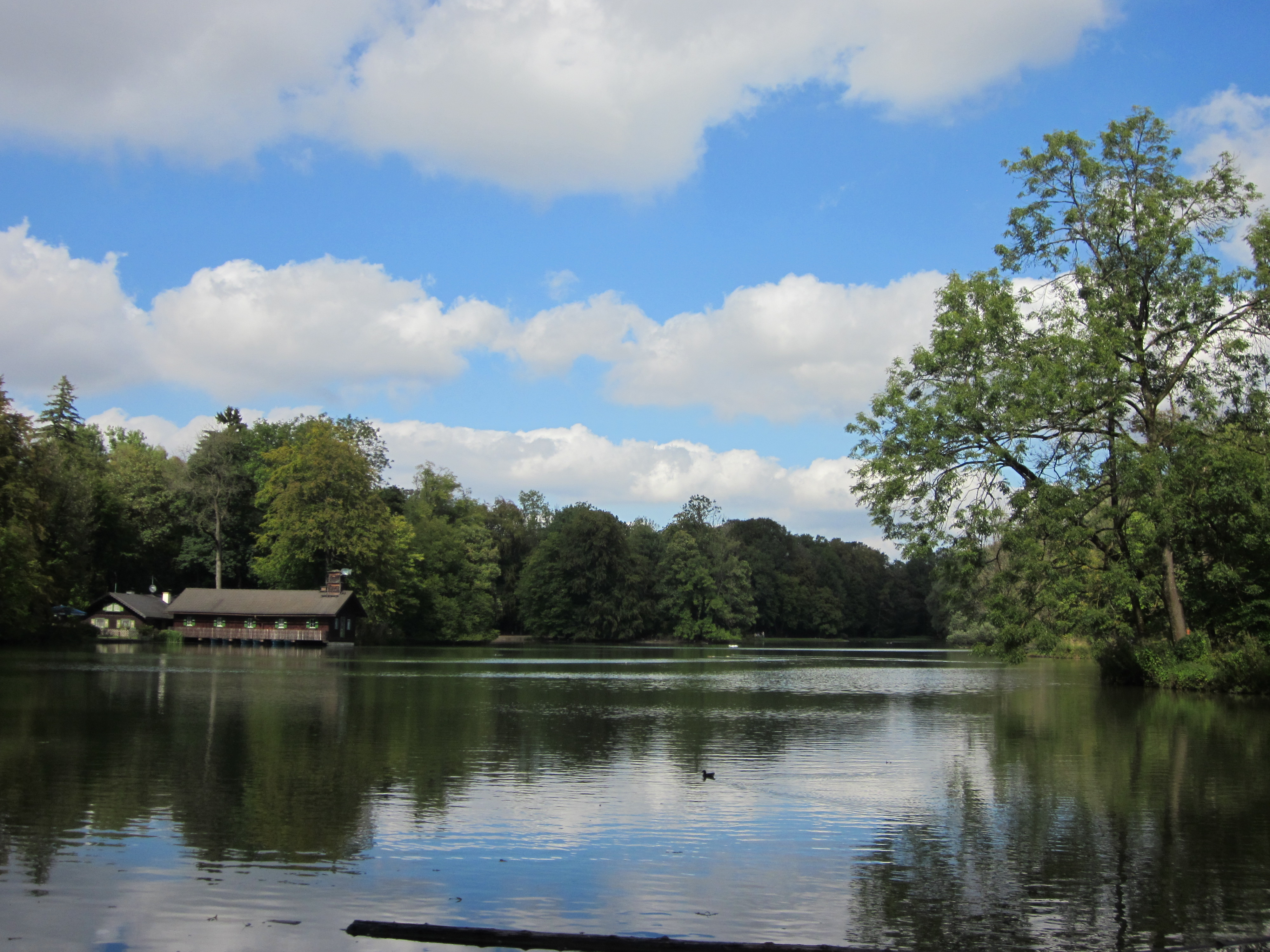
Blick von Süden, links das Bootshaus
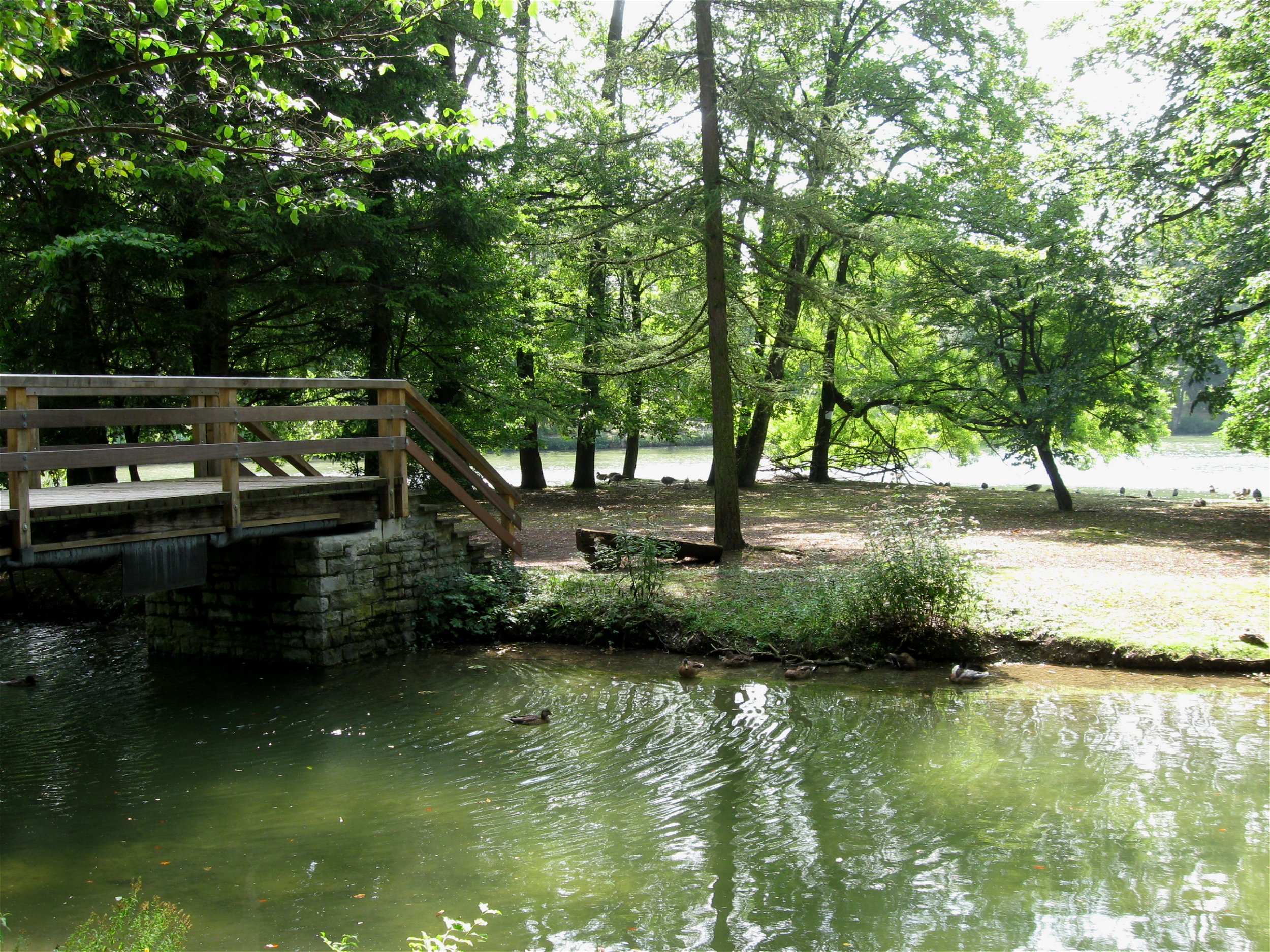
Insel mit Verbindungssteg
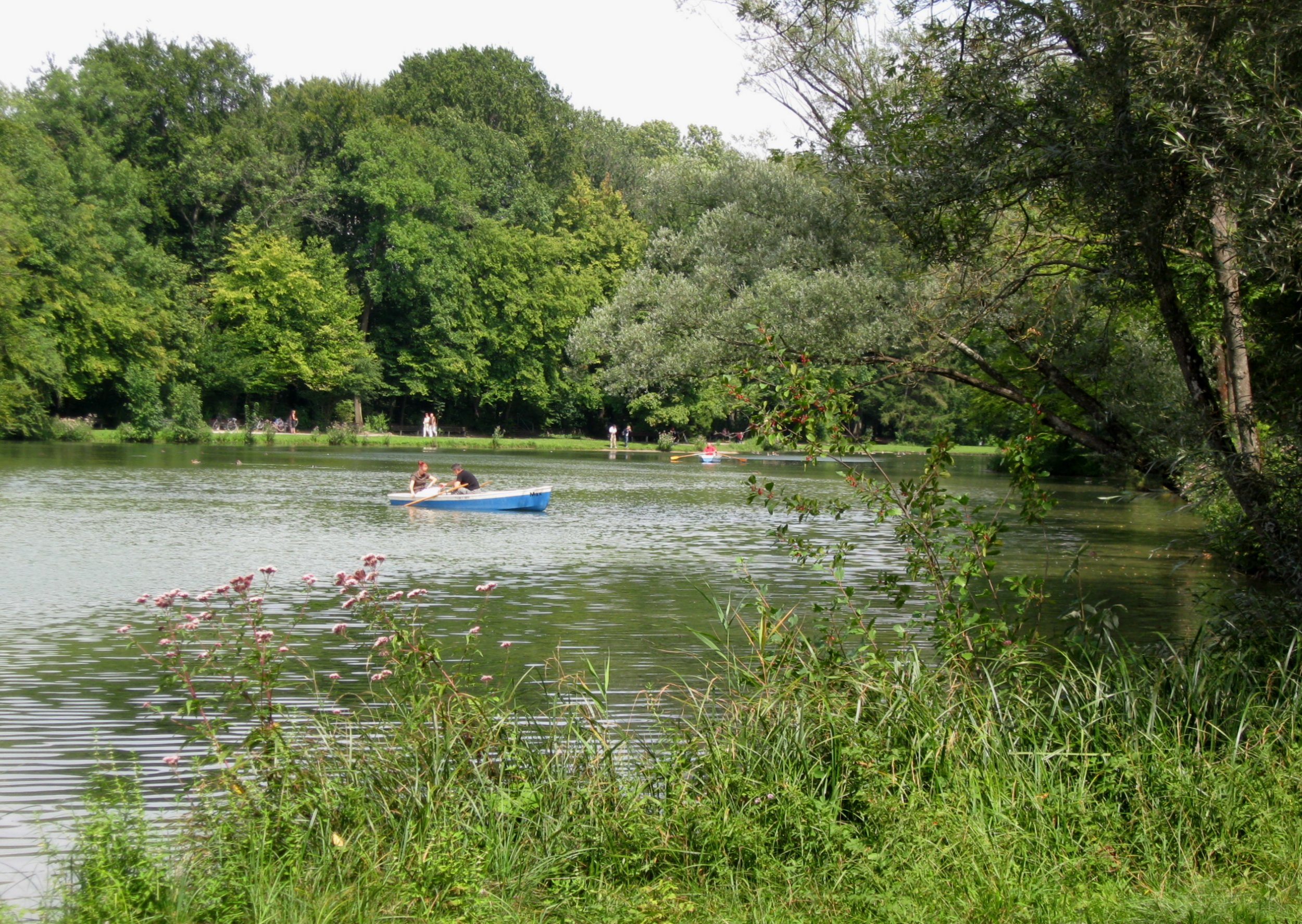
Ruderboote auf dem See
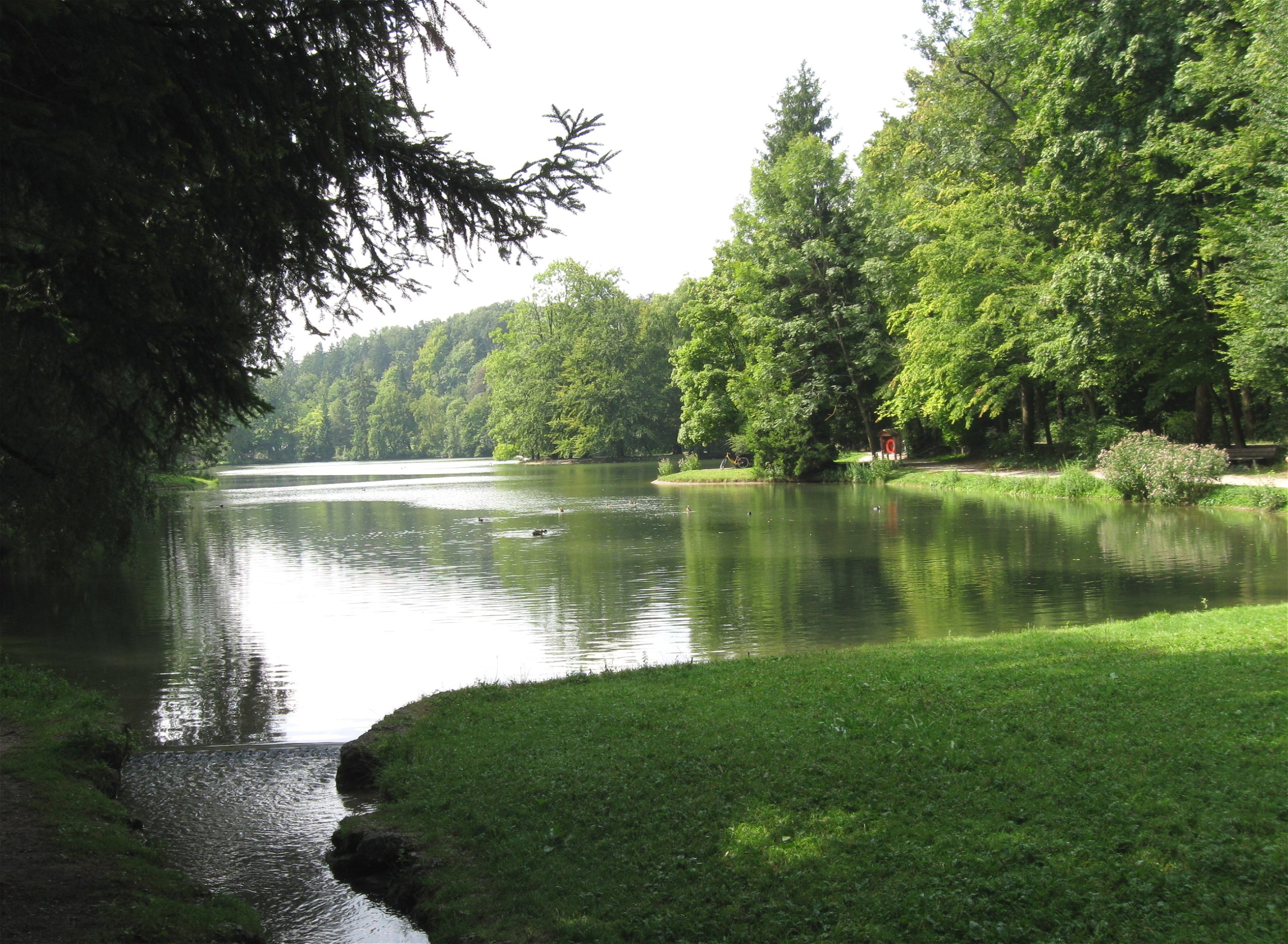
Nördlicher Abfluss
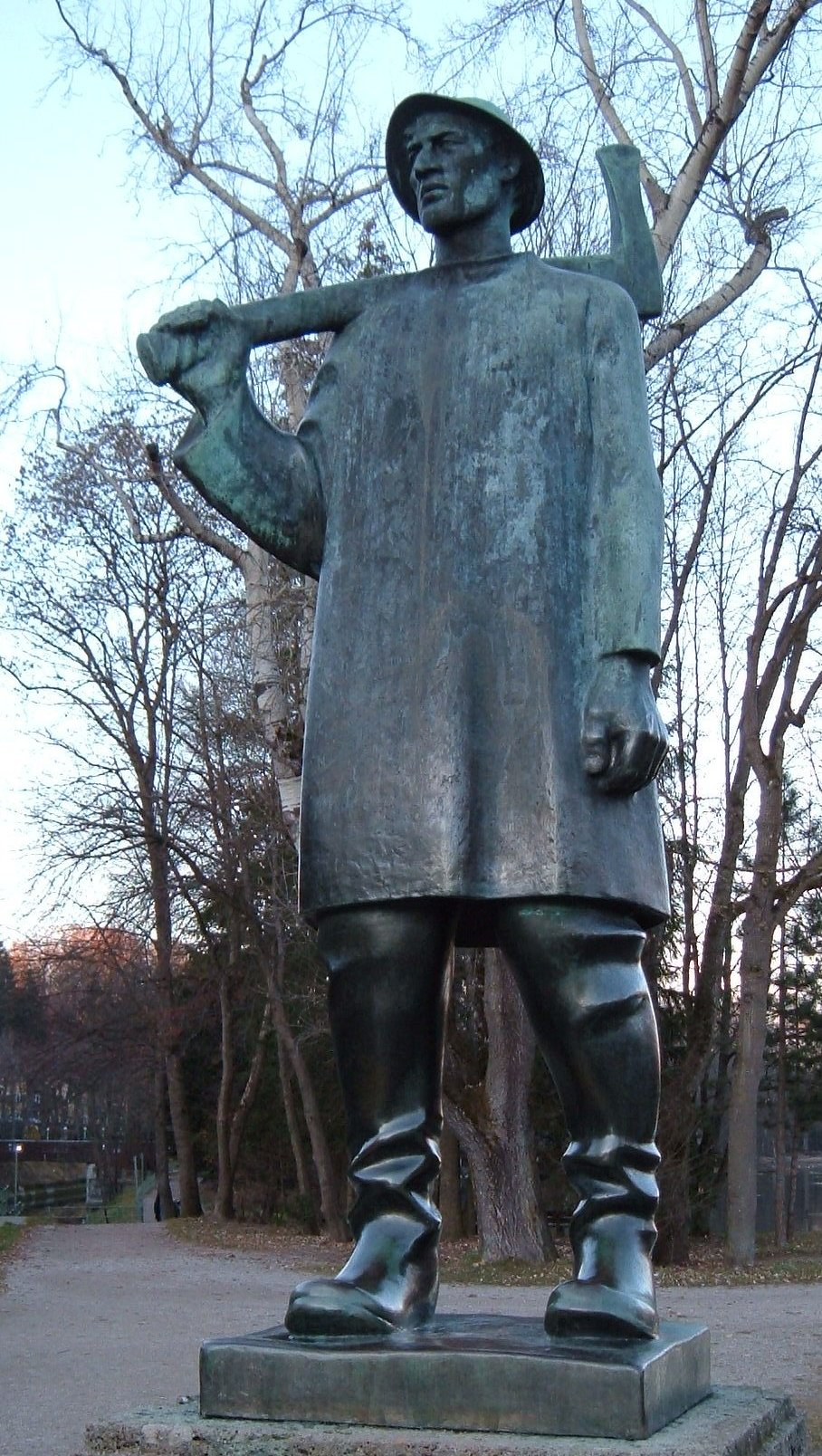
Der Isarflößer